# Ligne Milton
La ligne de Milton est une des sept lignes de train de banlieue du réseau GO Transit à Toronto en Ontario. Son terminus sud est à la Gare Union de Toronto, et son terminus nord se trouve à Milton.

## Gares
- Union Station
- Kipling
- Dixie
- Cooksville
- Erindale
- Streetsville
- Meadowvale
- Lisgar
- Milton